# Sazzie
Sazzie (precedentemente The Good Natured e Lovestarrs) è un progetto musicale synthpop solista condotto da Sarah McIntosh (nata nel gennaio 1991 ad Highclere, Hampshire) alla voce e tastiere. Precedentemente era un gruppo musicale, composto anche dal fratello Hamish McIntosh al basso e da George Hinton (collega universitario della cantante) alla batteria.

## Carriera

### 2008–2011:WarriorseYour Body Is A Machine
Sarah si approcciò alla musica fin da bambina, suonando il violino; tuttavia sentì che non era il giusto strumento per lei e così passò alla batteria. Anche cantante del coro scolastico, a quattordici anni trovò una tastiera Yamaha durante le pulizie di primavera a casa della nonna. In un anno riuscì ad imparare a suonarlo e a comporre le sue prime canzoni, con il fratello Hamish. Successivamente andò all'università di musica, ma scoprì che condurre gli studi e contemporaneamente perseguire la sua carriera era impossibile, cosicché decise di abbandonare gli studi.
Dopo un primo singolo che ricevette una certa attenzione, Our Very Last, The Good Natured autopubblicarono il loro EP Warriors il 7 luglio 2008, ricevendo un alto interesse della stampa, soprattutto per i testi. Il 13 settembre 2009 rilasciarono il secondo, Your Body Is a Machine.

### 2011–2012: Parlophone,Skeletone5-HT
Nel marzo 2011, The Good Natured firmarono per la Regal Recordings e Parlophone, per cui rilasciarono il terzo EP Skeleton il 20 giugno. La title track arrivò al numero 68 della classifica top 100 dei singoli più venduti in Germania. Ottennero un contratto pure con la statunitense Astralwerks, che distribuì l'opera in tutto il suolo americano l'11 ottobre. Il 9 dicembre 2012, pubblicarono il primo singolo, 5-HT, accompagnato da un videoclip; tuttavia, non ebbe un buon successo di pubblico o critica. In quell'anno, i The Good Natured e Vince Clarke realizzarono il brano Ghost Train da scaricare gratuitamente.
Il 28 marzo 2013, la band annunciò che il loro album di debutto si sarebbe intitolato Prism. Il 25 luglio però, via il loro profilo Facebook, comunicarono di essere stati buttati fuori dall'etichetta pochi mesi prima di aver trascorso il tempo successivo in uno sforzo infruttuoso per riavere i masters in modo che potessero rilasciare autonomamente il disco. Affermarono anche che il loro concerto finale sarebbe stato sul palco del Temple of Boom al Secret Garden Party quello stesso mese.

### 2014–2017: Lovestarrs,Get Your Sexy On,Supernova, nuovi EP e l'album
Il 4 dicembre 2013, sempre su Facebook, il gruppo annunciò che nel 2014 sarebbe ritornato «in una nuova forma». A gennaio 2013 infatti ufficializzarono il cambio di nome in Lovestarrs.
Il 31 marzo i Lovestarrs pubblicarono il loro singolo Get Your Sexy On; venne ben accolta dalla critica, soprattutto dal The Guardian, che lo definì «eccellente». A settembre rilasciarono l'EP Supernova, promuovendolo con un tour in Inghilterra e Svezia.
Il 12 ottobre 2015, lanciarono una campagna Kickstarter per coprire i costi di produzione di due nuovi EP e del loro album Andromeda, Cassiopeia e Planet Lovestarr, da rilasciare nel 2016. Sarah dichiarò che ciò veniva fatto in modo da assicurarsi la proprietà della loro musica e consentire loro di ottenere la licenza a rilasciarla attraverso la nuova etichetta DEFDISCO per evitare gli stessi problemi che avevano avuto con Parlophone / EMI. La campagna ebbe successo con il 107% del loro obiettivo raggiunto.

### 2017 – oggi: Sazzie
Il 3 luglio 2017, Sarah annunciò sul suo profilo Facebook la rinascita del progetto, convertito ad atto solista e rinominato Sazzie Il 31 luglio pubblicò su YouTube il primo brano registrato sotto questo nome, ovvero una cover del brano di Kesha Praying.

## Influenze
The Good Natured furono comparati a La Roux, Ladytron, Lily Allen e Kate Nash. Sarah stessa li descrisse come una band di «dark electronic pop» così come di «pop elettronico con un cuore», citando come influenze Tears for Fears, Japan, Siouxsie and the Banshees e Vince Clarke (dei Depeche Mode, Yazoo ed Erasure). Per sé stessa invece indicò Katy Perry, Maroon 5 e Gwen Stefani come artisti di riferimento.

## Discografia

### Album
The Good Natured
- Prism (mai pubblicato)

Lovestarrs
- Planet Lovestarr (2017)

### EP
- Warriors (2008)
- Your Body Is a Machine (2009)
- Skeleton (2011)
- Supernova (2014)
- Get Your Sexy On (2016)
- Somebody Like You (2016)

### Singoli
- Be My Animal (2010)
- Skeleton (2011)
- Video Voyeur (2011)
- Christmas Wrapping (con Colette Carr) (2012)
- 5-HT (2013)
- Lovers (2013)
- Get Your Sexy On (2014)
- Stupid Cupid (2014)
- Ex Lover (2014)
- Do You Work Out? (feat. Mix Master Mike) (2018)